# 馬爾伯里鎮區 (阿肯色州約翰遜縣)
馬爾伯里鎮區（英語：Mulberry Township）是位於美國阿肯色州約翰遜縣的一個行政鎮區。

## 地方資料
馬爾伯里鎮區的面積為75.80平方千米，當中陸地面積為75.69平方千米，而水域面積為0.11平方千米。根據2010年美國人口普查的數據，當地共有人口170人，而人口密度為每平方千米2.24人。